# Herbert Hauschild (Diplomat)
Herbert Hauschild (* 12. Juli 1880 in Dresden; † 18. Dezember 1928 in Oberbozen) war ein deutscher Diplomat, der den Wechsel in der deutschen Außenpolitik vom Kaiserreich in die Weimarer Republik mitgestaltete.

## Leben und Wirken
Als Sohn des Professors für Architektur Alfred Hauschild und dessen Ehefrau Sophie (1852–1932) geboren, besuchte Herbert Hauschild in Dresden das Vitzthumsche Gymnasium. Er beendete die Schulausbildung zu Ostern 1899 mit dem Abitur. Daran schloss sich ein Studium der Rechtswissenschaften und der arabischen Sprachen an den Universitäten in Leipzig, Genf sowie Berlin an, wo er auch Teilnehmer des Seminars für orientalische Sprachen war. Sein erstes juristisches Examen legte er im Sommer 1903 ab. Im gleichen Jahr begann er im Oktober das Pflichtjahr als Einjährig-Freiwilliger. Ab Oktober 1904 befand sich Hauschild als Referendar im königlichen Justizdienst in Sachsen und später auch im Verwaltungsdienst. Dabei gehörte Dresden zu seinen Wirkungsstätten. Mit einem Thema zur Reichs- und Staatsangehörigkeit promovierte er im September 1906 zum Dr. jur. Kurz darauf erhielt er die Ernennung zum Leutnant d. R. Das Studium selbst schloss er dann im Sommer 1909 mit dem zweiten juristischen Examen ab.
Mit dem Wunsch, eine diplomatische Berufslaufbahn einzuschlagen, erhielt Herbert Hauschild im März 1910 seine Einberufung in den Auswärtigen Dienst. Die Festlegung für eine konsularische Laufbahnentwicklung begann für ihn in der Abteilung II (Handelspolitik) und setzte sich im Herbst in der Rechtsabteilung (Abt. III) fort. Sein erster Auslandseinsatz führte ihn im Juni 1911 an das preußische Generalkonsulat nach Moskau. Hier erhielt er den Charakter eines Vizekonsuls und wurde bis 1914 mehrfach zur kommissarischen Leitung herangezogen. Kurz nach Beginn des Ersten Weltkrieges erhielt er zum September 1914 eine Einberufung zum Militärdienst. Kurz hintereinander erfolgten seine Beförderungen 1914 zum Oberleutnant d. R. und 1915 zum Rittmeister d. R. Im Jahr 1917 kehrte er zum Auswärtigen Amt zurück und erhielt dort eine Verwendung im Referat Skandinavien/Russland, innerhalb der dort eingerichteten Abteilung Nachrichten. Nach kurzer Einarbeitungszeit wurde Hauschild im Sommer 1917 an die preußische Gesandtschaft in Kopenhagen entsandt. Seine kommissarische Beschäftigung in Dänemark schloss die zeitweilige Leitung der Gesandtschaft ein. Mit dem Charakter eines Legationssekretärs wechselte er im Februar 1918 in die diplomatische Laufbahnentwicklung. Kurz darauf erhielt er einen Rückruf nach Berlin und war ab April 1918 für die Wiedereinrichtung der diplomatischen Mission in Moskau zuständig.
Mit den Ereignissen der Oktoberrevolution 1917 begann das kaiserliche Deutschland seine außenpolitische Positionierung in Richtung Osteuropa und die bisherige Kriegsführung gegen das zaristische Russland zu überdenken. Diesem Ziel sollte auch die Eröffnung des Generalkonsulats im April 1918 in Moskau dienen. Zum Außerordentlichen Gesandten und Bevollmächtigten Minister des Deutschen Reiches war dort Wilhelm von Mirbach-Harff am 8. April berufen worden. Wichtigste Ziele dabei waren die Herstellung und Aufrechterhaltung angemessener politischer Beziehungen zwischen Deutschland und Sowjetrussland unter den Bedingungen des noch anhaltenden Kriegszustandes in Europa. Die konsularischen Aufgaben wurden dort ab 20. Mai 1918 Herbert Hauschild übertragen. Diese vorsichtig tastende Entwicklung der Beziehungen zwischen beiden Ländern fand mit der Ermordung von Mirbach-Harffs am 6. Juli 1918 ein jähes Ende. Kurz darauf erfolgte der Abbruch der diplomatischen Beziehungen und die Rückführung des eingesetzten Personals. Hauschild selbst kehrte am 20. November 1918 nach Berlin zurück. Von hier aus beaufsichtigte er die Abwicklung der diplomatischen Geschäfte zwischen beiden Staaten. Wenige Monate später führte ihn sein nächster Auslandseinsatz an die preußische Gesandtschaft nach Kopenhagen. Ab April 1919 führte er die Amtsbezeichnung als Legationsrat, wechselte zum Herbst in die Position eines „fliegenden“ Legationssekretärs und beendete im Januar 1920 seinen Aufenthalt in Dänemark. In dieser Zeit beschäftigte er sich in einem 1919 erschienenen Artikel mit Fragen der aktuellen und zukünftigen Aufgaben der Diplomatie unter den sich verändernden Bedingungen.

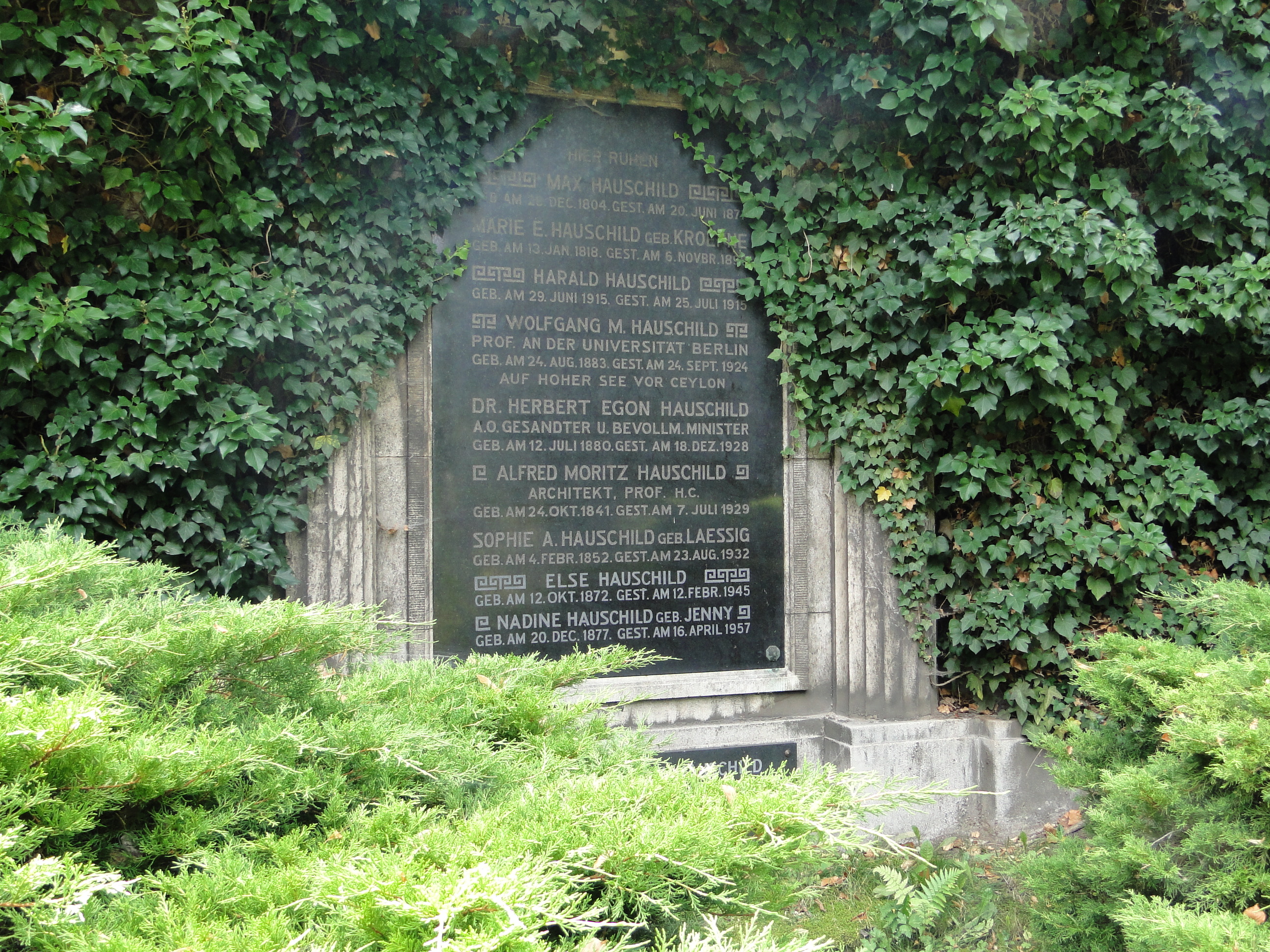
Familiengrab in Dresden

Nach Berlin zurückgekehrt wurde Herbert Hauschild die Leitung der eingerichteten Außenhandelsstelle übertragen, die ab Ende Februar zum Referat Russland bei der Abteilung IV (Osteuropa) gehörte. Als ständiger Hilfsarbeiter war er nun hauptsächlich für wirtschaftliche Angelegenheiten zuständig. Im Mai 1920 erfolgte seine Ernennung zum Legationsrat I. Klasse. Nach erneuten Strukturanpassungen wurde der Arbeitsbereich für Osteuropa 1921 zur Abteilung IVa und das von ihm nun geführte Russlandreferat zum Referat 3 umbenannt. Mehrfach hatte er bis Anfang 1923 die kommissarische Leitung der Abteilung inne. Dann wurde er im April 1923 der neu eingerichteten deutschen Botschaft in Moskau zugeteilt. Bis zum Sommer 1923 absolvierte Hauschild von dort aus eine informatorische Rundreise durch die im Dezember 1922 gebildete Sowjetunion und mehrere angrenzende Staaten. Zum Sommer 1923 kehrte er ans Auswärtige Amt nach Berlin zur Abteilung IV a zurück. Im Mai 1925 reiste Herbert Hauschild nach Finnland und übernahm in Helsingfors die Amtsgeschäfte des deutschen Gesandten von Ernst Lothar Julius Graf von Zech-Burkersroda. Die dort bestehenden diplomatischen Aufgaben nahm er bis Mitte September 1928 wahr und trat dann, gesundheitlich bedingt, einen Urlaub an. Nur drei Monate später verstarb er in Südtirol. Erst im April 1929 konnte das Amt des deutschen Gesandten in Finnland mit Martin Renner wieder besetzt werden.

## Werke
- Das Reichsgesetz über die Erwerbung und den Verlust der Reichs- und Staatsangehörigkeit vom 1. Juni 1870 in seiner Anwendung auf die deutschen Schutzgebiete, Lapp Verlag Tübingen 1906;
- Die Staatsangehörigkeit in den Kolonien, Mohr Verlag Tübingen 1906;
- Deutsche Diplomatie, in: Süddeutsche Monatshefte, Ausgabe September 1919.